# Ängsö socken
Ängsö socken i Västmanland ingick i Yttertjurbo härad, uppgick 1967 i Västerås stad och området ingår sedan 1971 i Västerås kommun och motsvarar från 2016 Ängsö distrikt.
Socknens areal är 26,23 kvadratkilometer, varav 26,20 land. År 2000 fanns här 70 invånare. Ängsö slott med sockenkyrkan Ängsö kyrka ligger i socknen. 
Hela socknen utgör ett naturreservat, Ängsö naturreservat.

## Administrativ historik
Ängsö socken har medeltida ursprung. Till socknen överfördes 7 februari 1890 Hallingön från Fogdö socken i Södermanlands län och 1950 Kurön från Teda socken i Uppsala län.
Vid kommunreformen 1862 övergick socknens ansvar för de kyrkliga frågorna till Ängsö församling och för de borgerliga frågorna till Ängsö landskommun. Landskommunens inkorporerades 1952 i Kungsåra socken som 1967 uppgick i Västerås stad som 1971 ombildades till Västerås kommun. Församlingen uppgick 2006 i Kungsåra församling.
1 januari 2016 inrättades distriktet Ängsö, med samma omfattning som församlingen hade 1999/2000.  
Socknen har tillhört fögderier, tingslag och domsagor enligt vad som beskrivs i artikeln Yttertjurbo härad. De indelta soldaterna tillhörde Västmanlands regemente och Livkompaniet.

## Geografi
Ängsö socken ligger mellan Granfjärden och Oxfjärden och omfattar den större ön Ängsön (19,7 kvadratkilometer) och flera småöar. Socknens öar är bergiga och skogiga men också viss odlingsbygd.

## Fornlämningar
Från bronsåldern finns några rösegravar. I övrigt finns från järnåldern lämningar på två gravfält.

## Namnet
Namnet (1272 Engsyo, 1370 Ænxø) kommer från ön och innehåller änge, 'äng' och ö.

## Befolkningsutveckling
| Befolkningsutvecklingen i Ängsö socken 1750–1990                                                        | Befolkningsutvecklingen i Ängsö socken 1750–1990 | Befolkningsutvecklingen i Ängsö socken 1750–1990 | Befolkningsutvecklingen i Ängsö socken 1750–1990 | Befolkningsutvecklingen i Ängsö socken 1750–1990 |
| --- | ------------------------------------------------ | ------------------------------------------------ | ------------------------------------------------ | ------------------------------------------------ |
| |                                                  |                                                  |                                                  |                                                  |
| År |                                                  |                                                  | Folkmängd                                        |                                                  |
| 1750 | 1750                                             |                                                  | 457                                              |                                                  |
| 1760 | 1760                                             |                                                  | 441                                              |                                                  |
| 1769 | 1769                                             |                                                  | 462                                              |                                                  |
| 1780 | 1780                                             |                                                  | 461                                              |                                                  |
| 1790 | 1790                                             |                                                  | 488                                              |                                                  |
| 1800 | 1800                                             |                                                  | 458                                              |                                                  |
| 1810 | 1810                                             |                                                  | 513                                              |                                                  |
| 1820 | 1820                                             |                                                  | 479                                              |                                                  |
| 1830 | 1830                                             |                                                  | 506                                              |                                                  |
| 1840 | 1840                                             |                                                  | 505                                              |                                                  |
| 1850 | 1850                                             |                                                  | 572                                              |                                                  |
| 1860 | 1860                                             |                                                  | 562                                              |                                                  |
| 1870 | 1870                                             |                                                  | 580                                              |                                                  |
| 1880 | 1880                                             |                                                  | 537                                              |                                                  |
| 1890 | 1890                                             |                                                  | 504                                              |                                                  |
| 1900 | 1900                                             |                                                  | 502                                              |                                                  |
| 1910 | 1910                                             |                                                  | 472                                              |                                                  |
| 1920 | 1920                                             |                                                  | 425                                              |                                                  |
| 1930 | 1930                                             |                                                  | 361                                              |                                                  |
| 1940 | 1940                                             |                                                  | 328                                              |                                                  |
| 1950 | 1950                                             |                                                  | 250                                              |                                                  |
| 1960 | 1960                                             |                                                  | 130                                              |                                                  |
| 1970 | 1970                                             |                                                  | 92                                               |                                                  |
| 1980 | 1980                                             |                                                  | 78                                               |                                                  |
| 1990 | 1990                                             |                                                  | 72                                               |                                                  |
| Anm: Källor: Umeå universitet - Tabellverket 1749-1859, Demografiska databasen, CEDAR, Umeå universitet |                                                  |                                                  |                                                  |                                                  |